# Pseudancistrus guentheri
Pseudancistrus guentheri är en fiskart som först beskrevs av Regan, 1904.  Pseudancistrus guentheri ingår i släktet Pseudancistrus och familjen Loricariidae. Inga underarter finns listade i Catalogue of Life.